# 마카로프

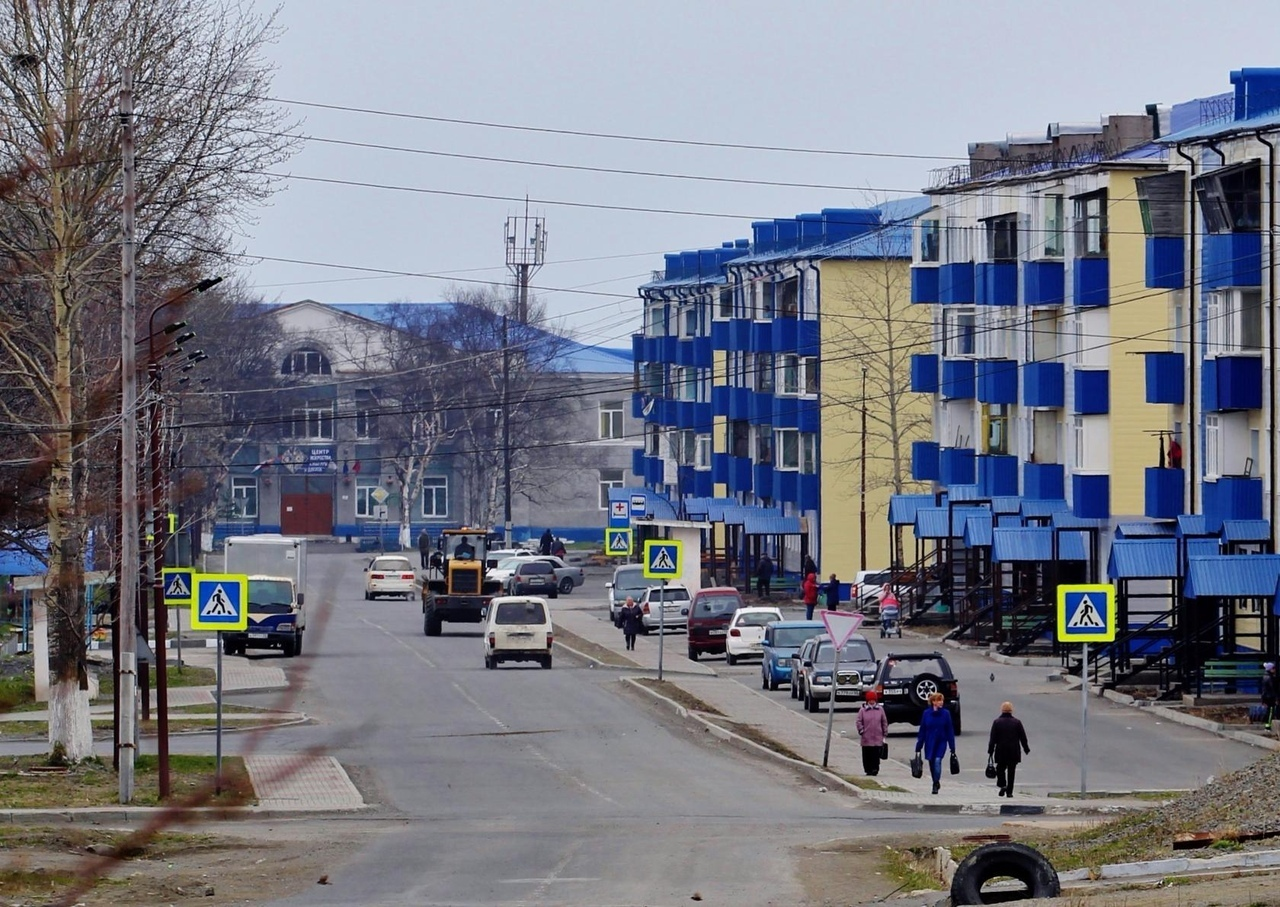

마카로프(러시아어: Мака́ров)는 러시아 사할린주 동부 연안에 위치한 도시로, 인구는 6,567명(2018년 기준)이다. 유즈노사할린스크(사할린주의 주도)에서 북쪽으로 235km 정도 떨어진 곳에 위치한다. 1892년 신설되었으며 일본의 가라후토(사할린섬 남부) 통치 시기(1905년-1945년)에는 시루토루정으로 불리기도 했다. 1946년 시로 승격되었으며 도시 이름은 러시아 제국 시대의 해군 사령관인 스테판 마카로프에서 유래된 이름이다.